# Mack Hollins
Pour les articles homonymes, voir Hollins.
(en) Statistiques sur pro-football-reference
Mack Hollins, né le 16 septembre 1993 à Rockville dans le Maryland, est un sportif professionnel américain de football américain jouant au poste de wide receiver dans la National Football League (NFL) depuis la saison 2017 et pour la franchise des Patriots de la Nouvelle-Angleterre depuis 2025.
Au niveau universitaire, il a joué pour les Tar Heels de l'Université de Caroline du Nord pendant cinq saisons (2012-2016) dans la NCAA Division I FBS et l' Atlantic Coast Conference (ACC).
Sélectionné en 118e choix global lors du quatrième tour de la draft 2017 par la franchise des Eagles de Philadelphie, iL y reste trois saisons et remporte le Super Bowl LII en battant les Patriots de la Nouvelle-Angleterre,. Libéré fin de saison 2019, il s'engage avec les Dolphins de Miami puis rejoint les Raiders de Las Vegas en 2022, les Falcons d'Atlanta en 2023 et finalement les Bills de Buffalo en 2024 et les Bills de Buffalo en 2024 avant de rejoindre les Patriots dès mars 2025,.